# Митинская улица
Ми́тинская у́лица — улица в Северо-Западном административном округе города Москвы на территории района Митино. Пролегает между Цариковым переулком и Пятницким шоссе.

## Расположение
Митинская улица находится целиком за пределами МКАД. Улица фактически является продолжением Новотушинского проезда (от Царикова переулка) и имеет общую с ним нумерацию домов, которая начинается от Царикова переулка.
Влево от улицы отходят Ангелов переулок, улица Барышиха, 3-й Митинский переулок.
Вправо отходят 1-й Митинский переулок, 2-й Митинский переулок, Цариков переулок.
Улицу пересекает Дубравная улица.

## Происхождение названия
Улица названа в 1995 году по деревне Митино.

## Транспорт
По улице проходят автобусы 328, 368, с396, 400к, 451, 575, 614, 741, 959, 1095, с3, с11, н12.
Станции метро  Митино,  Пятницкое шоссе.

## Здания и сооружения
Всего по улице числится 117 домов.

## Зоны отдыха
Митинская улица представляет собой сплошной озелененный бульвар. К участку слияния улицы с Новотушинским проездом прилегает Ландшафтный парк «Митино», одна из крупнейших природных территорий в районе.
На двух участках улицы обустроены новые прогулочные зоны. Бульвар «Память сильнее времени» располагается ближе к улице Барышиха. Территория представляет собой променад с зонами отдыха. Здесь также установлена мемориальная инсталляция, посвященная митинцам, с честью выполнившим свой воинский и служебный долг. Работы по благоустройству бульвара проходили в 2019 году в рамках программы «Мой район».
Неподалёку от станции метро «Митино» в том же году был обустроен парк у фестивальной площадки. Зона отдыха появилась в рамках фестиваля «Цветочный джем». Автор пространства — ландшафтный дизайнер Энди Стеджен. В дизайне парка переосмысливается архитектура сталинского ампира и планировка Москвы. Сама фестивальная площадка была открыта в конце 2018 года.